# Carlos Peucelle
Carlos Desiderio Peucelle, född den 13 september 1908 och död den 1 april 1990, var en argentinsk fotbollsspelare och tränare.

## Klubbkarriär
Peucelle började sin karriär i CA San Telmo och Sportivo Buenos Aires innan han gick till storklubben CA River Plate 1931. I River Plate spelade han hela 407 matcher och gjorde 143 mål innan han slutade spela 1941. Under den perioden var han med och blev argentinsk mästare hela fyra gånger med River Plate (1932, 1936, 1937 och 1941).

## Landslagskarriär
Peucelle debuterade för det argentinska landslaget 1928 och var med i det argentinska lag som vann Sydamerikanska mästerskapet 1929 Han deltog och vann återigen det Sydamerikanska mästerskapet 1937
Peucelle blev 1930 uttagen till Argentinas VM-trupp till det första världsmästerskapet i fotboll i grannlandet Uruguay. Han spelade inte i Argentinas första gruppspelsmatch mot Frankrike, men han fick sedan spela i de två andra gruppspelsmatcherna mot Mexiko och Chile. Sedan fick han spela även i semifinalen mot USA där Argentina vann med hela 6-1 och Peucelle gjorde två av målen. Han fick därefter även förtroendet i finalen mot värdnationen Uruguay och där gav han Argentina ledningen med 2-1 i första halvlek, men Uruguay gjorde sedan tre mål i den andra halvleken och vann med 4-2 totalt. Peucelle blev därmed silvermedaljör.

## Tränarkarriär
Peucelle blev efter sin spelarkarriär både tränare och klubbdirektör i olika klubbar runt om i Latinamerika, bland annat för Deportivo Cali i Colombia, Deportivo Saprissa i Costa Rica, Sporting Cristal i Peru och Olimpia i Paraguay. Han var även tränare för de argentinska klubbarna River Plate och San Lorenzo.